# Chromebox

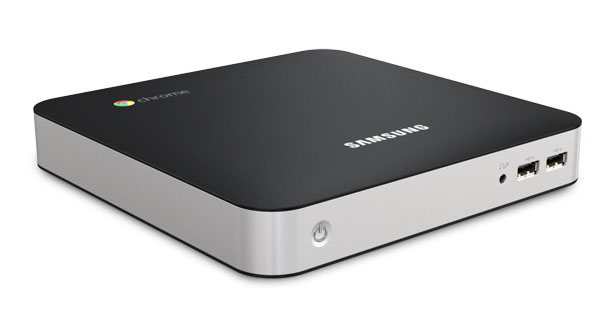
Verze Samsung Série 3 z roku 2012

Chromebox je počítač vyvinutý společností Google. Obsahuje operační systém Google Chrome OS, který je také od Googlu.
Zařízení bylo uvedeno na trh v roce 2012.

## Historie
První Chromebox byl vydaný společností Samsung 29. května 2012. Obsahoval dvoujádrový procesor Intel Celeron 867,který měl 1,3 GHz a obsahoval šest portů USB 2.0 a dva sloty DisplayPort, kompatibilní s HDMI, DVI a VGA.
V únoru 2014 společnost Google propojila nový Chromebox s balíčkem obchodních videokonferencí, kamerovým modulem s vysokým rozlišením 1080p, externím mikrofonem / reproduktorem a dálkovým ovládáním. Tento balíček Chromebox for Meetings se maloobchodně prodával za 999 dolarů plus roční poplatek za správu 250 $. Systém využíval rozhraní typu Google Hangouts až pro 15 účastníků, vyhrazenou adresu URL pro sdílení obrazovek a účty pro správu pro plánování schůzek. Aktualizovaný systém oznámený v listopadu 2017 byl vybaven 4K kamerou a funkcí, která automaticky identifikuje a orámuje účastníky.
V březnu 2014 Asus stanovil novou cenu na trhu Chromeboxů - 1,32 liber. Model který prodával za 179 USD a mě. "Nebudete v tom tahat dříví z Home Depot, ale je to skvělý obchod - a ve většině dní se dostanete tam, kam chcete jít." V květnu Asus vydal nový model s procesorem Intel Core i3. Hewlett Packard vstoupil na trh v červnu s Chromeboxem poháněným procesorem Intel Celeron, který volitelně sdružoval klávesnici a myš. V srpnu představila společnost Acer dva modely, které by mohly stát vertikálně a poskytovaly některé obchodní funkce, včetně šifrování a rychlého mazání místních dat. V září vstoupila společnost Dell na trh se strojem základní úrovně a implementací videokonferenčního systému Google.
V srpnu 2015 společnost AOPen oznámila řadu Chromeboxů určených především k řízení obsahu digitálního komerčního značení.

### Další vývoj
Schopnost spouštět aplikace pro Android na zařízení s Chrome OS, která byla zavedena společností Google v roce 2016 a realizována některými Chromebooky v roce 2017, zřejmě obcházela Chromeboxy, dokud se v roce 2018 neobjevila skupina nových Chromeboxů, které to umožňují.
Na konci roku 2020 společnost ASUS oznámila model Chromebox založený na procesoru Intel Core 10. generace.

## Modely
| Dostupný     | Značka          | Model                          | Procesor                                 | RAM                 | Úložný prostor                        | Velikost                                                       | Datum vypršení platnosti automatické aktualizace |
| ------------ | --------------- | ------------------------------ | ---------------------------------------- | ------------------- | ------------------------------------- | -------------------------------------------------------------- | ------------------------------------------------ |
| 2012-05      | Samsung         | Série 3 XE300M22-A01US [1] [3] | Celeron B840                             | 4 GB                | 16 GB SSD                             | 1,3 palce × 7,6 palce × 7,6 palce (3,3 cm × 19,3 cm × 19,3 cm) | 2018                                             |
| 2013-01      | Samsung         | Série 3 XE300M22-A02US         | Intel Core i5-2450M                      | 4 GB                | 16 GB SSD                             | 1,3 palce × 7,6 palce × 7,6 palce (3,3 cm × 19,3 cm × 19,3 cm) | 2018                                             |
| 2013-03      | Samsung         | Série 3 XE300M22-B01US         | Celeron B840                             | 4 GB                | 16 GB SSD                             | 1,57 × 8,10 × 8,10 palce (4,0 cm × 20,6 cm × 20,6 cm)          | 2018                                             |
| 2014-02      | Google          | Chromebox pro schůzky [a]      | Intel Core i7 [ který? ]                 | 4 GB                | 16 GB M.2 SSD                         | 12,4 palce × 12,4 palce × 4,2 palce (31 cm × 31 cm × 11 cm)    | ???                                              |
| 2014-03      | Asus            | Chromebox-M004U [8]            | Intel Celeron 2955U                      | 2 GB                | 16 GB M.2 SSD                         | 4,88 in × 4,88 in × 1,65 in (12,4 cm × 12,4 cm × 4,2 cm)       | ???                                              |
| 2014-05      | Asus            | Chromebox-M075U                | Intel Core i3-4010U                      | 2 nebo 4 GB         | 16 GB M.2 SSD                         | 4,88 in × 4,88 in × 1,65 in (12,4 cm × 12,4 cm × 4,2 cm)       | ???                                              |
| 2014-06      | Hewlett Packard | HP Chromebox CB1               | Intel Celeron 2955U                      | 2 GB / 4 GB / 8 GB  | 16 GB (max. 128 GB nebo více) M.2 SSD | 4,96 in × 4,88 in × 1,53 in (12,6 cm × 12,4 cm × 3,9 cm) [18]  | ???                                              |
| 2014-06      | Hewlett Packard | HP Chromebox [19]              | Intel Core i7-4600U                      | 4 GB / 8 GB / 16 GB | 16 GB (max. 128 GB nebo více) M.2 SSD | 4,96 in × 4,88 in × 1,53 in (12,6 cm × 12,4 cm × 3,9 cm) [18]  | ???                                              |
| 2014-08      | Acer            | Chromebox CXI [20]             | Intel Celeron 2957U                      | 2 nebo 4 GB         | 16 GB                                 | 6,5 palce × 5,1 palce × 1,3 palce (16,5 cm × 13,0 cm × 3,3 cm) | ???                                              |
| 2014-08      | Asus            | Chromebox CN60                 | Intel Celeron 2955U                      | 2 GB / 4 GB / 16 GB | 16 GB (max. 128 GB nebo více) M.2 SSD | 1,6 palce × 4,9 palce × 4,9 palce (4,1 cm × 12,4 cm × 12,4 cm) | Září 2019                                        |
| 2014-09      | Dell            | Dell Chromebox                 | Intel Celeron 2955U                      | 2 GB                | 16 GB                                 | 4,9 palce × 4,9 palce × 1,7 palce (12,4 cm × 12,4 cm × 4,3 cm) | Září 2019                                        |
| 2014-09      | Dell            | Dell Chromebox                 | Intel Core i3-4030U                      | 4 GB                | 16 GB                                 | 4,9 palce × 4,9 palce × 1,7 palce (12,4 cm × 12,4 cm × 4,3 cm) | Září 2019                                        |
| 2014-09      | Dell            | Dell Chromebox pro schůzky [a] | Intel Core i7-4600U                      | 4 GB                | 16 GB                                 | 4,9 palce × 4,9 palce × 1,7 palce (12,4 cm × 12,4 cm × 4,3 cm) | 2019                                             |
| 2015-03      | Acer            | Chromebox CXI [21]             | Intel Core i3-4030U (Haswell)            | 4 nebo 8 GB         | 16 GB                                 | 6,5 palce × 5,1 palce × 1,3 palce (16,5 cm × 13,0 cm × 3,3 cm) | ???                                              |
| 2015-05      | Lenovo          | ThinkCentre Chromebox [22]     | Intel Celeron 3205U                      | 4 GB                | 16 GB SSD                             | 7,0 palce × 7,2 palce × 1,4 palce (17,8 cm × 18,3 cm × 3,6 cm) | ???                                              |
| 2015-08      | AOPEN           | Chromebox Commercial [23]      | Intel N2930 [24] (čtyřjádrový atom Atom) | 4 GB                | 32 GB [25]                            | 6,5 palce × 6,2 palce × 0,9 palce (16,5 cm × 15,7 cm × 2,3 cm) | 20.9                                             |
| 2018-04 [26] | Acer            | Acer Chromebox CXI3 4GKM       | Intel Celeron 3865U                      | 4 GB                | 32 GB                                 | 5,9 palce × 5,8 palce × 1,6 palce (15,0 cm × 14,7 cm × 4,1 cm) | 20.6                                             |
| 2018-04 [26] | Acer            | Acer Chromebox CXI3 I38GKM     | Intel Core i3-7130U                      | 8 GB                | 64 GB                                 | 5,9 palce × 5,8 palce × 1,6 palce (15,0 cm × 14,7 cm × 4,1 cm) | 20.6                                             |
| 2018-04 [26] | Acer            | Acer Chromebox CXI3 I58GKM     | Intel Core i5-8250U                      | 8 GB                | 64 GB                                 | 5,9 palce × 5,8 palce × 1,6 palce (15,0 cm × 14,7 cm × 4,1 cm) | 20.6                                             |
| 2018-04 [26] | Acer            | Acer Chromebox CXI3 I716GKM    | Intel Core i7-8550U                      | 16 GB               | 64 GB                                 | 5,9 palce × 5,8 palce × 1,6 palce (15,0 cm × 14,7 cm × 4,1 cm) | 20.6                                             |
| 2018-06 [27] | Asus [28]       | Chromebox 3 N017U              | Intel Celeron 3865U                      | 4 GB                | 32 GB                                 | 14,9 x 14,9 x 4 cm                                             | 20.6                                             |
| 2018-06 [27] | Asus [28]       | Chromebox 3 N018U              | Intel Core i3-7100U                      | 4 GB                | 32 GB                                 | 14,9 x 14,9 x 4 cm                                             | 20.6                                             |
| 2018-06 [27] | Asus [28]       | Chromebox 3 N019U              | Intel Core i3-7100U                      | 8 GB                | 32 GB                                 | 14,9 x 14,9 x 4 cm                                             | 20.6                                             |
| 2018-06 [27] | Asus [28]       | Chromebox 3 N020U              | Intel Core i7-8550U                      | 8 GB                | 32 GB                                 | 14,9 x 14,9 x 4 cm                                             | 20.6                                             |
| 2018-06 [29] | HP              | HP Chromebox G2 3VD02UT        | Intel Celeron 3865U                      | 4 GB                | 32 GB                                 | 5,87 in × 5,87 in × 1,57 in (14,9 cm × 14,9 cm × 4,0 cm)       | 20.6                                             |
| 2018-06 [29] | HP              | HP Chromebox G2 3VD03UT        | Intel Core i5-7300U                      | 8 GB                | 32 GB                                 | 5,87 in × 5,87 in × 1,57 in (14,9 cm × 14,9 cm × 4,0 cm)       | 20.6                                             |
| 2018-06 [29] | HP              | HP Chromebox G2 3VD04UT        | Intel Core i7-8650U                      | 8 GB                | 32 GB                                 | 5,87 in × 5,87 in × 1,57 in (14,9 cm × 14,9 cm × 4,0 cm)       | 20.6                                             |
| 2018-06 [29] | HP              | HP Chromebox G2 3VD05UT        | Intel Core i7-8650U                      | 16 GB               | 64 GB                                 | 5,87 in × 5,87 in × 1,57 in (14,9 cm × 14,9 cm × 4,0 cm)       | 20.6                                             |
| 2018-07 [16] | CTL [30]        | CTL Chromebox CBX1             | Intel Celeron 3865U                      | 4 GB / 8 GB / 16 GB | 32 GB SSD                             | 5,83 in × 5,85 in × 1,62 in (14,8 cm × 14,9 cm × 4,1 cm)       | 20.6                                             |